# Heterangaeus laticinctus
Heterangaeus laticinctus là một loài ruồi trong họ Pediciidae. Chúng phân bố ở vùng sinh thái Palearctic.